# SC Westend 1901
Der SC Westend 1901 ist ein deutscher Fußballverein aus dem Berliner Ortsteil Charlottenburg-Nord. Heimstätte des Clubs ist die Sportanlage Jungfernheide.

## Verein
Der SC Westend 01 wurde am 1. Juni 1901 als Charlottenburger FC 01 Concordia  gegründet. Erster Vorsitzender und Mitbegründer war Paul Bernsee. Am 15. Mai 1909 stellte der Verein den Antrag auf Aufnahme in den Spielbetrieb des damaligen VBB. So startete der Club 1909/10 in seine erste Spielzeit und wurde in der 3. Klasse gemeldet. Ab der Saison 1911/12 kam dann der Jugendfußball hinzu. In den Jahren vor dem Ersten Weltkrieg pendelte der Club zwischen der Dritt- und Viertklassigkeit hin und her. Nach der Hinrunde 1915/16 zog der Verein seine Mannschaften vom Spielbetrieb zurück.
Den Neubeginn zur Saison 1919/20 begann Concordia Charlottenburg in der damaligen 1. Klasse (zweithöchste Liga) im Westkreis des VBB (nun Verband Brandenburgischer Ballspielvereine). Im Jahr 1927 schaffte Concordia als Kreisligameister den Aufstieg in die Verbands-Oberliga. Das Intermezzo in der obersten Spielklasse dauerte nur eine Saison und man stieg mit 3:33 Punkten sofort wieder ab. Der einzige Sieg dieser Saison gelang gegen Kickers 1900 mit 3:1. Im Jahre 1933 fusionierte dann der Charlottenburger FC 01 Concordia mit dem Charlottenburger FC Viktoria 1911 zum neuen Charlottenburger FC 1901. Bis zur kriegsbedingten Auflösung nach der Hinrunde der Saison 1942/43 spielte der Club weiterhin unterklassig.
Aufgrund des Vereinsverbotes nach dem Zweiten Weltkrieg wurde der Verein 1945 als Sportgruppe Charlottenburg-Nord neu gegründet. Nach einer kurzzeitigen Namensänderung in Sportgruppe Westend Berlin (1946) spielte der Club ab 1949 unter der Bezeichnung SC Westend 01 Berlin. Auf sportlicher Ebene verpasste der Verein die Teilnahme an der obersten Berliner Stadtliga und spielte bis zur Teilung des Berliner Fußball-Verbandes in der sogenannten 1. Klasse. 1949/50 erreichte man hier den dritten Platz hinter Aufsteiger Minerva 93 Berlin und dem Frohnauer SC. Die Bestrebungen für die Stadtliga Berlin 1950/51 den Vertragsspielermodus zuzulassen, führten dazu, dass die Ostberliner Vereine Union Oberschöneweide und VfB Pankow nicht mehr antraten (Eingliederung in die DDR-Oberliga). So gab es zwei weitere freie Plätze in der neuen Vertragsliga Berlin. In einer kurzfristig durchgeführten Aufstiegsrunde belegte Westend dann ohne Niederlage den ersten Platz und stieg somit nachträglich auf. Nach einem guten 10. Platz im ersten Jahr musste der SC Westend nach der Spielzeit 1951/52 als Vorletzter wieder aus der Vertragsliga in die Amateurliga absteigen. Seine Heimspiele trug der Verein zu dieser Zeit auf der Sportanlage Sömmeringstraße aus. Der Zuschauerrekord mit 4500 Zuschauern wurde im Punktspiel der Saison 1950/51 gegen Hertha BSC (0:2) aufgestellt. Die größte Kulisse seiner Vereinsgeschichte hatte der SC Westend 01 allerdings bei seinem Jubiläumsspiel im Jahre 1951 im Berliner Olympiastadion gegen Waldhof Mannheim (ca. 50.000).
Nach dem 1956 erfolgten Abstieg aus der Amateurliga. Ebenfalls im Jahre 1956 organisierte der Club das erste Damen-Fußballspiel in Berlin. Die Spielerfrauen von Westend bezwangen die Handballerinnen von Hertha 06 Charlottenburg mit 3:0. 1964 rutschte der Club sogar wieder in die Viertklassigkeit ab. Erst 1972/73 gelang die Rückkehr in die Amateurliga und in der darauf folgenden Saison 1973/74 sogar der Sprung in die zweitklassige Fußball-Regionalliga Berlin. Die 1974 eingeführte Ligareform (Auflösung der Regionalliga) führte dazu, dass Westend 01 als Fünfter der Regionalliga in die neu geschaffene Fußball-Oberliga Berlin eingegliedert wurde. Tennis Borussia und Wacker 04 Berlin stiegen in die Bundesliga bzw. die neu eingeführte 2. Bundesliga auf. In der Oberliga-Saison 1974/75 führte der Club lange Zeit die Tabelle an und konnte von der Aufstiegsrunde zur 2. Bundesliga träumen. Am Saisonende wurde man nur Dritter. 1975 fand auch der einzige Auftritt des Vereins im DFB-Pokal statt. In der ersten Hauptrunde verlor Westend bei Eintracht Nordhorn mit 1:5. In der Oberliga-Berlin spielte der SC Westend bis 1983 und dann nochmals 1985/86. Anschließend agierte der Club bis 1989 in der West-Berliner Landesliga. Anfang der 1990er Jahre meldete sich der SC Westend 01 für kurze Zeit in der Berliner Landesliga zurück, stieg aber als Vorletzter mit dem SV Blau-Gelb Berlin wieder ab. Die Rückkehr in den höherklassigen Berliner Lokalfußball gelang Westend nicht mehr. Zum 100-jährigen Bestehen des Vereins 2001 gelang der Wiederaufstieg in die Bezirksliga. In der Saison 2007/08 erfolgte der erstmalige Abstieg in die Berliner Kreisliga B. Im Spieljahr 2009/10 gelang die Rückkehr in die Kreisliga A mit 28 Siegen aus 28 Spielen und über 200 geschossenen Toren. Den Wiederaufstieg in die Bezirksliga Berlin zum 110-jährigen Bestehen schaffte der Club als bester Drittplatzierter der Kreisliga A der Saison 2010/11.

### Tischtennis
Vor dem Zweiten Weltkrieg bestand auch eine Tischtennisabteilung. Dort spielten unter anderem die Nationalspieler Ingeborg Carnatz und Cassius Weynand.

## Erfolge
- 1927/28 Verbands-Oberliga Berlin (höchste Klasse) – 10. Platz – 3:33 Punkte
- 1950/51 Oberliga Berlin (höchste Klasse) – 10. Platz – 21:31 Punkte
- 1951/52 Oberliga Berlin (höchste Klasse) – 13. Platz –  7:45 Punkte
- 1973/74 Regionalliga Berlin (zweithöchste Klasse) – 5. Platz –  34:32 Punkte
- 1974/75 bis 1982/83 und 1985/86 Oberliga Berlin (dritthöchste Klasse)
- 1974/75 Teilnahme am DFB-Pokal (1. HR 1:5 gegen Eintracht Nordhorn)

## Personen
Folgende Personen spielten für den Verein und wurden Profifußballer bzw. Trainer
- Holger Gehrke (Spieler)
- Robert Hemfler (Spieler)
- Robert Jaspert (Trainer)
- Gerald Klews (Spieler)
- Ralf Lehmann (Spieler)
- Özgür Özvatan (Spieler)
- Daniel Scheinhardt (Spieler)
- Manfred Werner (Spieler)